# سوس (بوئین‌زهرا)
سوس یک منطقهٔ مسکونی در ایران است که در دهستان زین‌آباد واقع شده‌است. براساس سرشماری مرکز آمار ایران در سال ۱۳۹۵، سوس ۷۲۸ نفر جمعیت دارد.